# Il nipote del Negus
Il nipote del Negus è un romanzo del 2010 di Andrea Camilleri.
La forma narrativa è di tipo epistolare, essendo una raccolta di immaginari documenti, lettere ufficiali, epistole confidenziali, giornali ecc. raffigurati tipograficamente nel libro nell'aspetto che avrebbero avuto all'epoca.

## Trama
Quando nell'agosto del 1929 il nipote del Negus Hailé Selassié, con il consenso e l'appoggio delle autorità fasciste, si iscrive alla Regia Scuola Mineraria di Vigàta, tutto l'apparato burocratico e di governo, fino al Duce compreso, si attiva freneticamente perché al principe venga riservato il miglior trattamento possibile al fine di dimostrare la generosità di stampo 'romano' del fascismo.
Ministero degli Esteri, Prefetto, Questore di Montelusa, federale di Vigàta e direttore della scuola, di fronte ad ogni minimo inconveniente riguardante il giovane principe si danno da fare, intrecciando tra di loro una fitta corrispondenza, rimpallandosi eventuali responsabilità al fine di non perdere la poltrona, per rimediare alle marachelle e soddisfare i desideri del nobile nipote. Il diciannovenne principe conduce infatti un'allegra esistenza tra dissipazioni e amanti, senza badare a spese per le quali le sovvenzioni in denaro del governo etiopico e di quello italiano sono insufficienti, tanto più che il giovane non esita a indebitarsi con tutti, persino con il bordello della città da lui assiduamente frequentato.
Il motivo della generosa accoglienza italiana al nobile nipote risiede nel fatto che in quel periodo il governo fascista ha iniziato un contenzioso con l'Etiopia sui confini con la Somalia. Potrebbe quindi essere utile l'appoggio del giovane presso il Negus: anzi Mussolini in persona ha avuto l'idea di fargli scrivere una lettera allo zio imperatore per esaltare le virtù e le conquiste fasciste. Il giovane nipote però non sembra intenzionato a scriverla, provocando in questo modo un terremoto tra le alte sfere che vedono traballare le loro cariche: inizia così la farsa della lettera del nipote del Negus.

## La vera storia
(Walter Guttadauria in La Sicilia del 21.2.2010))
In quest'opera Camilleri riprende la forma narrativa già usata ne La concessione del telefono e ne La scomparsa di Patò costituita da un insieme di documenti, lettere ufficiali, epistole confidenziali, giornali ecc. raffigurati tipograficamente nel libro nel loro aspetto reale.
Se i documenti sono frutto della fantasia di Camilleri, non lo è invece la fonte della storia narrata che riguarda un personaggio reale: il principe Brhané Sillassié, nipote del Negus Hailé Selassié I, che negli anni 1929-1932 frequentò la Regia Scuola Mineraria di Caltanissetta conseguendo il diploma di perito minerario.
Camilleri informa nella nota conclusiva di aver trovato la storia di questo singolare personaggio, un affascinante giovane nero che parlava perfettamente l'italiano, nel libro I Signori dello zolfo (Caltanissetta, 2001) di Michele Curcuruto.
Quando il principe tornò nella patria ormai occupata dagli italiani si trovò, per una serie di circostanze, in gravi difficoltà economiche causate dal suo carattere di giovane dissipatore di cui aveva dato già prova nel suo soggiorno italiano.
Brhané, coinvolto nell'attentato del 19 febbraio 1937 a Rodolfo Graziani, fu incarcerato. Giovanni Curcuruto, suo ex compagno di scuola nonché ispettore minerario ad Addis Abeba, lo aiutò e cercò di fargli ottenere un lavoro sempre rifiutato con la motivazione che il giovane era un "negro". Quando gli inglesi riconquistarono Addis Abeba fu proprio Brhané che fece del tutto per evitare la carcerazione del suo amico Giovanni.

## Controversia
Il magistrato e scrittore Domenico Cacopardo, convinto di aver subito un affronto da Andrea Camilleri, che nel romanzo ha voluto chiamare un personaggio col nome di Aristide Cacopardo, ha deciso di citare in tribunale l'autore del Commissario Montalbano sentendosi diffamato. Il punto della discordia è da attribuire ad una frase del libro che descrive il Cacopardo del romanzo come «persona attendibile anche se un poco chiacchierato (è fissato di essere un grande scrittore e consuma il suo stipendio pubblicando romanzi a sue spese)». Cacopardo ha chiesto in tribunale di sospendere la pubblicazione de Il nipote del Negus e di ritirarne tutte le copie invendute: il giudice del Tribunale civile di Parma ha respinto le richieste.

## Dati audiolibro
- Voce recitante: Andrea Camilleri
- Lettrice: Monica Demuru
- Durata: 5 ore e 28 minuti
- Contenuti: lettura integrale in 5 CD. Con un volumetto con una Nota dell'editore

e due scritti di Andrea Camilleri
- A cura di Gush
- Regia: Monica Nonno
- Studio di registrazione: Spiritosound (Roma)
- Fonico: Edoardo Verde